# Walls (Circus)
Walls (Circus) é uma música escrita por Tom Petty e gravada por Tom Petty and the Heartbreakers. Foi lançado em julho de 1996 como o primeiro single do álbum da trilha sonora, Songs and Music from "She's the One", do filme She's the One. A música apresenta Lindsey Buckingham nos vocais de fundo, sendo que ele também contribuiu na produção do arranjo escolhido nessa versão. A música alcançou o número 69 na parada da Billboard Hot 100 dos EUA. Os versos iniciais da canção (Some days are diamonds/Some days are rocks; alguns dias são diamantes, alguns dias são pedra) foi inspirado numa conversa entre Petty e Johnny Cash, que lhe teria dito uma frase muito próxima dos versos: Some days are diamonds, and some days are rocks.
A música foi gravada no Sound City Studios pela engenheira Sylvia Massy. Um arranjo alternativo da música, tocado em um ritmo mais rápido, foi incluído na trilha sonora sob o título "Walls (No. 3)". A música foi posteriormente gravada por Glen Campbell em seu álbum de 2008, Meet Glen Campbell e por The Lumineers no aniversário de um ano da morte de Petty. 
Para Tom Petty, o fato do filme ter utilizado as duas versões da música pode ter prejudicado as chances da canção ter se tornado um single de sucesso.

## Vídeoclipe
Maxine Bahns, Edward Burns e Jennifer Aniston apareceram no vídeo. O videoclipe foi dirigido por Phil Joanou e estreou em julho de 1996. Joanou havia trabalhado antes com Petty, quando dirigiu o clipe de You Don't Know How It Feels, do álbum solo de Tom Petty, Wildflowers, de 1994.

## Walls (nº 3)
A faixa 12 do álbum é uma versão mais rápida e suave, intitulada "Walls (No. 3)". Tem a mesma letra e melodia, mas a introdução é diferente e a música em geral tem menos ênfase nos instrumentos. 